# 小行星5610
小行星5610（5610 Balster）是一颗绕太阳运转的小行星，为主小行星带小行星。该小行星于1977年10月16日发现。

## 轨道参数
小行星5610的轨道半长轴为2.8045457 UA，离心率为0.040。